# Aprende+

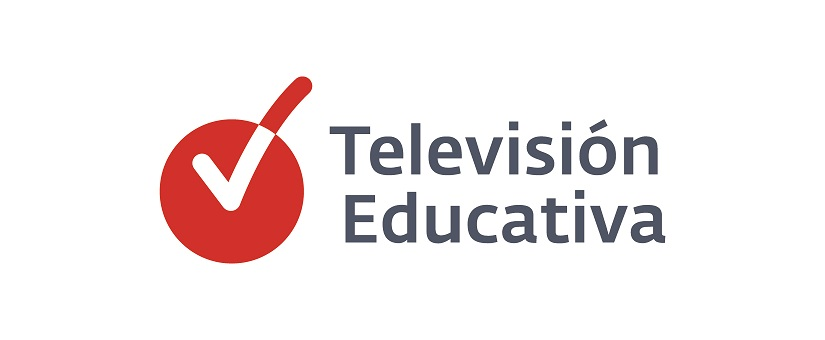

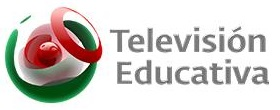

@prende+ (estilizado como @prende+, y anteriormente conocido como Ingenio Tv e ingenio) es un canal de televisión abierta mexicano de enfoque educativo, producido por la Dirección General @prende.mx de la Secretaría de Educación Pública, cuyas transmisiones iniciaron el 1 de septiembre de 2012. Su sede radica en la Ciudad de México. Inició transmisiones el 8 de enero de 2024 en reemplazo de ingenio.

## Historia
Ingenio Tv fue lanzado por la Dirección General de Televisión Educativa (actualmente Dirección General @prende.mx), un organismo centralizado de la Secretaría de Educación Pública, el 1 de septiembre de 2012 con el fin de apoyar a la red de televisión pública del OPMA, aprovechando la experiencia y recursos de la red Edusat, la cual solo había estado disponible vía satélite y en algunos sistemas de cable.

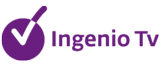
Logotipo de Ingenio Tv hasta 2022.

En 2022, Ingenio Tv cambio a  ingenio al renovar su imagen, nombre y programación.
El 8 de enero de 2024, cambia de nombre nuevamente, pasando a ser llamado @prende+, ahora enfocado a transmitir contenidos de carácter educativo.

## Programación
La programación del canal se basa en la transmisión de programas educativos, de divulgación y culturales enfocados en la difusión de educación a distancia a los televidentes.
Se destaca la importancia dentro de la barra de programación de las emisiones de la Telesecundaria y el llamado Telebachillerato. Estos espacios son complementados con contenidos de debate, ciencia, noticieros, series, telenovelas y programas unitarios que son denominados bajo el nombre de "entretenimiento educativo".
En la combinación de telesecundaria, telebachillerato y contenido de entretenimiento se trata de articular una programación que busca promover el "desarrollo de valores, habilidades y competencias que impulsan el aprendizaje permanente, el manejo de información y de situaciones cotidianas, la convivencia y la vida en sociedad".

### Programas
- Arte en acción
- Al volante
- Vida de perros
- Sabes como se hace
- Hazañas
- Guardianes de la Tierra
- Patrimonio Mundial
- Con los pies en la Tierra
- Global 3000
- Noticiero México al Día
- Proyecto G
- Nuestra América
- Todos somos animales
- Mis doctores
- Europa en Concierto
- En corto
- A ritmo de Yaz
- Nómada
- Club de la Galaxia
- Construye TV
- En los zapatos de...
- Enlaces
- Cultura 21
- En corto
- 20 y Más por el arte

## Retransmisión por televisión abierta
El canal virtual de esta señal es el 14.2, debido a que se transmite vía multiprogramación en las estaciones del SPR, las cuales tienen asignado el 14.1 para su señal principal (Canal Catorce). La señal es retransmitida a través de once estaciones concesionadas al Sistema Público de Radiodifusión del Estado Mexicano.
| Distintivo  | Canal Digital | Población                            |
| ----------- | ------------- | ------------------------------------ |
| XHSPRAG-TDT | 15            | Aguascalientes, Aguascalientes.      |
| XHSPRCC-TDT | 32            | San Francisco de Campeche, Campeche. |
| XHSPRSC-TDT | 18            | San Cristóbal de las Casas, Chiapas. |
| XHSPRTC-TDT | 31            | Tuxtla Gutiérrez, Chiapas.           |
| XHSPR-TDT   | 30            | Ciudad de México.                    |
| XHSPRCO-TDT | 21            | Colima, Colima.                      |
| XHSPRUM-TDT | 14            | Uruapan, Michoacán.                  |
| XHSPRMS-TDT | 29            | Mazatlán, Sinaloa.                   |
| XHSPROS-TDT | 31            | Ciudad Obregón, Sonora.              |
| XHSPRVT-TDT | 25            | Villahermosa, Tabasco.               |
| XHSPRZC-TDT | 15            | Zacatecas, Zacatecas.                |

### Otras estaciones
Las estaciones del SPR: XHSPRTP-TDT en Tapachula, Chiapas, XHSPRCE-TDT en Celaya, Guanajuato, XHSPRLA-TDT en León, Guanajuato, XHSPRGA-TDT en Guadalajara, Jalisco, XHSPREM-TDT en Toluca, México, XHSPRMO-TDT en Morelia, Michoacán, XHSPRMT-TDT en Monterrey, Nuevo León, XHSPRMQ-TDT en Santiago de Querétaro, Querétaro y XHSPRME-TDT en Mérida, Yucatán transmitieron este canal hasta enero de 2019, así como también XHSPRHA-TDT en Hermosillo, Sonora. El canal dejó de transmitirse por estas estaciones después de que los accesos a multiprogramación de estos canales se expidieron de acuerdo a los lineamientos vigentes del Instituto Federal de Telecomunicaciones. De acuerdo a esta autorización, estas estaciones solo pueden transmitir actualmente, Canal Catorce, once, TV UNAM y Canal 22, quedando fuera la señal de Ingenio Tv (@prende+).
El Gobierno del Estado de Chiapas solicitó, en diciembre de 2016, el acceso a la multiprogramación de la estación XHTTG-TDT a la Dirección General de Televisión Educativa de la SEP para retransmitir el canal Ingenio Tv. Sin embargo, a partir de enero de 2019, el canal ya no aparece en la lista de multiprogramación del IFT.